# ماستوترست
ماستوترست (به انگلیسی: Mostotrest) شرکت ساخت‌وساز روسی است، که تمرکز اصلی آن، بر اجرای پروژه‌های احداث جاده، راه‌آهن، پل‌ها، بزرگراه‌ها و سایر سازه‌های مهندسی می‌باشد.
شرکت ماستوترست بزرگترین سازنده پل در کشور روسیه است. این شرکت از سال ۱۹۳۰ که تأسیس شد، تاکنون بیش از ۷،۵۰۰ پروژه و طرح ساخت‌وساز انواع سازه‌ها و زیرساخت‌های زیربنایی را اجرا نموده است.